# Jean-Baptiste Dumonceau
Jean-Baptiste graaf Dumonceau (Brussel, 7 november 1760 – 29 december 1821) was een Zuid-Nederlands generaal in dienst van de Bataafse Republiek, het Bataafs Gemenebest, het koninkrijk Holland en het Franse Keizerrijk van Napoleon Bonaparte.
Dumonceau, stamvader van de adellijke familie Dumonceau, was luitenant-generaal en maarschalk van Holland. Zijn bijnaam was le général sans tache (de smetteloze generaal).
Zijn naam is gegraveerd in de Arc de Triomphe in Parijs. In Brussel is de Dumonceaustraat naar hem vernoemd.

## Loopbaan
Dumonceau, zoon van Pierre Dumonceau en Catharina van der Meiren, studeerde in Rome als architect en meester-steenhouwer. Toen de Brabantse Revolutie uitbrak, werd hij kapitein van de Canaries, een vrijwilligerseenheid uit de omgeving van Namen. Nadat de opstand faalde, vluchtte Dumonceau naar Frankrijk, waar hij bevelhebber werd van een bataljon van Zuid-Nederlandse en Luikse revolutionairen, het Legion des Belges et Liègois réunis. Dumonceau nam deel aan de Slag bij Jemappes en kreeg eind 1793 promotie tot brigadegeneraal. Hij ontwierp de plannen voor de Franse bezetting van Noord-Nederland in 1795 door Pichegru, waarbij de Republiek der Zeven Verenigde Nederlanden ten val gebracht werd en vervangen werd door een Franse vazalstaat, de Bataafse Republiek.
Dumonceau ging in mei 1795 in dienst van de nieuwe Bataafse Republiek en werd gepromoveerd tot luitenant-generaal. Hij kreeg het bevel over de Bataafse troepen in Groningen, Friesland en Drenthe en vestigde zich in de stad Groningen, waar hij in 1802 een huis kocht in de Oosterstraat. Het plafond van de eetkamer liet hij beschilderen met de portretten van vier patriottenleiders, onder wie Rutger Jan Schimmelpenninck. Hierdoor werd het huis later het Schimmelpenninckhuis genoemd. Hij kocht in 1796 ook het landgoed Lemferdinge, nabij Paterswolde, als buitenplaats. Met behulp van Bataafse soldaten liet hij het huis en de omringende tuinen verbouwen en verfraaien. In 1811 werd het landgoed wegens geldgebrek in percelen verkocht.
Tijdens de Brits-Russische inval in Noord-Holland in 1799 raakte hij gewond in de Slag bij Bergen. In 1805 had Dumonceau het bevel over het Bataafse korps in Duitsland tijdens de Derde Coalitieoorlog.
Nadat Napoleon in 1806 het Bataafs Gemenebest (dat de Bataafse Republiek in 1801 was opgevolgd) verving door het Koninkrijk Holland en zijn broer Lodewijk op de Hollandse troon plaatste, werd Dumonceau benoemd tot staatsraad, of adviseur, van koning Lodewijk. Hij diende als ambassadeur van het koninkrijk in Parijs en had korte tijd het bevel over de Nederlandse verdediging tijdens de Britse inval in Zeeland in 1809.
Dumonceau werd in 1809 genaturaliseerd tot Hollands staatsburger. Naast de verlening van een grafelijke titel, benoemde de koning hem ook tot maarschalk, een benoeming die niet werd goedgekeurd door Napoleon. In 1810 maakte Napoleon een einde aan het Koninkrijk Holland, dat werd geannexeerd door Frankrijk. Dumonceau werd divisiegeneraal van het Franse keizerrijk en kreeg ook een nieuwe adellijke titel: hij werd op 2 mei 1811 door Napoleon verheven tot Comte de l'Empire als graaf van Bergendal (ook wel geschreven als Bergendael).
Hij nam deel aan de Franse veldtocht in Duitsland in 1813 en speelde een belangrijke rol in het redden van de Fransen na de nederlaag in de Slag bij Kulm. Hij raakte gewond in de Slag bij Dresden. Op 11 november 1813 capituleerde bij Dresden het corps van maarschalk de Gouvion-Saint Cyr, waarin Dumonceau diende. Hij werd krijgsgevangen genomen en verbleef in Bohemen tot Napoleons nederlaag en aftreden in 1814.
Dumonceau speelde geen rol van belang tijdens de Honderd Dagen. Na de Slag bij Waterloo werd hij adjudant van koning Willem I van het Verenigd Koninkrijk der Nederlanden. In 1820 volgde zijn opname in de erfelijke adel. Van 15 maart 1820 tot aan zijn vroegtijdige dood het jaar daarop, was hij lid van de Tweede Kamer voor de provincie Zuid-Brabant en nam er regeringsgezinde stellingen in.

## Eerbewijzen
- 1806: grootkruis van de Orde van de Unie van koning Lodewijk Napoleon van Holland.
- 1812: grootkruis van de Franse Orde van de Reünie.
- 1814: grootofficier in het Legioen van Eer.

Hij werd bij herhaling in de adel verheven met de titel graaf:
- in 1810 door koning Lodewijk Napoleon Bonaparte van Holland, met de titel graaf van Bergenduin,
- in 1811 door keizer Napoleon I met de titel graaf van Bergendal,
- in 1820, onder het Verenigd Koninkrijk der Nederlanden, erfelijke adel met de titel graaf, overdraagbaar bij eerstgeboorte.

## Huwelijken en nageslacht

Wapen van de familie Dumonceau en du Monceau de Bergendal

Jean-Baptiste Dumonceau was twee keer getrouwd. Hij huwde op 5 mei 1782 in Brussel met Anne Marie Apolline Colinet (1758-1795). Na haar overlijden huwde hij op 15 maart 1796 in Groningen met Agnes Wilhelmina Cremers (1777-1850). Uit het eerste huwelijk werd een zoon geboren en uit het tweede huwelijk drie zoons en een dochter. Mannelijke telgen uit zijn nageslacht zouden nog anderhalve eeuw de Nederlandse vorsten dienen.